# 中杉町
中杉町（なかすぎちょう）は、愛知県名古屋市北区にある地名。現行行政地名は中杉町1丁目から中杉町3丁目。住居表示未実施。

## 地理
名古屋市北区南部に位置する。東は長田町、西は清水五丁目、南は大杉町、北は水切町に接する。

## 歴史

### 地名の由来
杉村の地名に由来する。杉村は、片山神社境内にあった古杉の枝が下賜されたことに由来するとも、杉の船を作って領主に献上したことに由来するともいう。

### 沿革
- 1933年（昭和8年）11月1日 - 東区杉村町字北屋敷・南屋敷・寺田の各一部により、同区中杉町として成立[1]。
- 1944年（昭和19年）2月11日 - 北区成立に伴い、同区中杉町となる[4]。
- 1958年（昭和33年）2月1日 - 北区杉村町字東分1639番地を1丁目に編入する[1]。

## 世帯数と人口
2019年（平成31年）1月1日現在の世帯数と人口は以下の通りである。
| 町丁   | 世帯数  | 人口  |
| ------ | ------- | ----- |
| 中杉町 | 271世帯 | 517人 |

## 学区
市立小・中学校に通う場合、学校等は以下の通りとなる。また、公立高等学校に通う場合の学区は以下の通りとなる。
| 番・番地等 | 小学校               | 中学校                 | 高等学校 |
| ---------- | -------------------- | ---------------------- | -------- |
| 全域       | 名古屋市立大杉小学校 | 名古屋市立八王子中学校 | 尾張学区 |

## 施設
- 神明社八幡社合殿[2]

## その他

### 日本郵便
- 郵便番号 : 462-0838[WEB 2]（集配局：名古屋北郵便局[WEB 7]）。

### WEB
1. 1 2  “町・丁目(大字)別、年齢(10歳階級)別公簿人口(全市・区別)”.   名古屋市 (2019年1月23日). 2019年1月23日閲覧。
2. 1 2  “郵便番号”.  日本郵便. 2019年1月6日閲覧。
3. ↑  “市外局番の一覧”.   総務省. 2019年1月6日閲覧。
4. ↑  “北区の町名一覧”.   名古屋市 (2015年10月21日). 2019年1月12日閲覧。
5. ↑  “市立小・中学校の通学区域一覧”.   名古屋市 (2018年11月10日). 2019年1月14日閲覧。
6. ↑  “平成29年度以降の愛知県公立高等学校（全日制課程）入学者選抜における通学区域並びに群及びグループ分け案について”.   愛知県教育委員会 (2015年2月16日). 2019年1月14日閲覧。
7. ↑  郵便番号簿 平成29年度版 - 日本郵便. 2019年01月06日閲覧 (PDF)

### 書籍
1. 1 2 3 4  名古屋市北区役所市民室 1979, p. 63.
2. 1 2  「角川日本地名大辞典」編纂委員会 1989, p. 1453.
3. ↑  名古屋市北区役所市民室 1979, p. 15.
4. ↑  名古屋市計画局 1992, p. 747.